# Gunung Panderman
Gunung Panderman är ett berg i Indonesien.   Det ligger i provinsen Jawa Timur, i den västra delen av landet, 600 km öster om huvudstaden Jakarta. Toppen på Gunung Panderman är 2 046 meter över havet, eller 341 meter över den omgivande terrängen. Bredden vid basen är 1,4 km.
Terrängen runt Gunung Panderman är kuperad åt nordost, men åt sydväst är den bergig.Runt Gunung Panderman är det mycket tätbefolkat, med 1 692 invånare per kvadratkilometer. Närmaste större samhälle är Malang, 16,9 km sydost om Gunung Panderman. I omgivningarna runt Gunung Panderman växer i huvudsak städsegrön lövskog.